# Holodiscus pachydiscus
Holodiscus pachydiscus là loài thực vật có hoa trong họ Hoa hồng. Loài này được (Rydb.) Standl. mô tả khoa học đầu tiên năm 1929.